# رحلتي إلى قلب الإرهاب
رحلتي إلى قلب الإرهاب: عشرة أيام في الدولة الإسلامية (بالإنجليزية:  My Journey into the Heart of Terror: Ten Days in the Islamic State)‏ هو كتاب صدر في عام 2015 كتبه الصحفي والكاتب الألماني يورغين تودنهوفر. نشر الكتاب بواسطة دار بيرتلزمان وتم اطلاقه في شهر أبريل 2015. يلقي الكتاب الضوء على أحداث ومشاهدات رحلة الكاتب المحفوفة بالأخطار إلى مناطق سيطرة داعش ما بين الرقة والموصل، بعد حصوله على كتاب أمان من ديوان الخليفة.
وقد تمت زيارته في شهر نوفمبر لعام 2014 واستمرت لمدة 10 أيام، ثم غادر مناطق التنظيم إلى تركيا ثم إلى ألمانيا وبعد ذلك أصدر الكتاب حول هذه التجربة. يعدّ تودنهوفر الكاتب الوحيد الذي زار مناطق سيطرة داعش بشكل رسمي وخرج منها سالما. 

## المؤلف
يورغين تودنهوفر (12 نوفمبر 1940) هو سياسي، صحفي، وكاتب ألماني. درس القانون في جامعات ميونيخ وباريس وبون وفرايبورغ. وحصل علی شهادة الدكتوراه في القانون عام 1969 ثم أصبح قاضيا منذ عام 1972. وأصبح عضواً بحزب الاتحاد المسيحي الديمقراطي. كما كان عضوًا في البرلمان الألماني لخمس دورات انتخابية، حيث تولى منصب رئيس لجنة التسلّح فيه.
له عدة مؤلفات، كلها تصب في الموضع الشرقي، منها كتابه «لم تقتل زيداً» فيه يتناول المقاومة في العراق بصورة مباشرة ويرفض الحروب الأميركية وما يُطرح لها من تعليلات، إضافة إلى رفض كثيرٍ ممّا يقال عن الإسلام والمسلمين في الحملة المرافقة لتلك الحروب. وكذلك كتاب «الصورة العدائية المصطنعة للإسلام»  يقوم فيه بتقديم أطروحات تفند الصورة العدائية عن الإسلام في الغرب، ويشير إلی التضليل والتزييف المتعمد للحقائق من قبل الآلة الإعلامية الغربية.
زار تودنهوفر أفغانستان عام 1980م أثناء الاحتلال الشيوعي السوفيتي، وقاد حملة لجمع المساعدات للمنكوبين. وقد زار العراق بعد الاحتلال الأميركي، وهو أحد أبرز المنتقدين للحروب التي قادتها الولايات المتحدة ضد أفغانستان والعراق، ويتهم أميركا بأن هدفها من الحرب على العراق سرقة النفط العراقي وحسب. كما أجرى لقاء مع رئيس النظام السوري بشار الأسد.

## سفرته إلی مناطق سيطرة داعش
في صيف عام 2014 تعرف يورغن عبر شبكة التواصل الاجتماعي على ألماني مسلم كان قد التحق بداعش في ما مضى. فدارت محادثات بينهم واستمرت لسبعة شهور، فبعدها اتخذ يورغن القرار بالقيام بالرحلة إلی مناطق يسيطر عليها الدواعش في سورية والعراق بعد الحصول على عهد أمان من ديوان الخليفة تضمن حياته.
ففي شهر نوفمبر عام 2014 تمت زيارته، وهو ابن الاربعة وسبعين عاما. شاركه ابنه فريدريك في رحلته بسبب قلقه علی والده وهو يبلغ من العمر واحد وثلاثين عاما، علی رغم مخالفته لأفكار أبيه وخطته.
استمرت الرحلة 10 أيام وفي هذه المدة تجول تودنهوفر في المناطق الممتدة من الرقة السورية وحتى الموصل في العراق. أمضی  ستة أيام في الموصل وقد التقى هناك بكثيرين، وكان يتحدث مع المقاتلين الأجانب كل أمسية.
يدعي تودنهوفر بأن التنظيم في النهاية قرر أخذه وابنه رهينتين، لذلك اضطر تودنهوفر للهروب عبر الحدود إلى تركيا.
قائلا: «اضطررت للركض ألف متر (نصف ميل) مع حقائبنا وجميع المتعلقات التي كانت بحوزتنا.»

## محتوی الكتاب
يسرد المؤلف في كتابه مشاهداته المباشرة والمتحصلة لرحلته المحفوفة بالأخطار  في عاصمتي داعش: الرقة والموصل، وهو يتناول تفاصيل تنظيم وتأمين وتنفيذ رحلته هناك. ألّفه في 288 صفحة، و 24 صفحة من هذه صفحات مليئة بالخرائط والصور. ويضم الكتاب عشرة فصول وقد صدر عن دار بيرتلزمان في شهر أبريل لعام 2015.
- في فصل الأول يمهد الكاتب للقارئ ويقدم له بعض المعلومات الاساسية عن جذور داعش وكيفية نشأته وتطوره.
- وفي الفصل الثاني يتحدث المؤلف عن السياسات الغربية في الشرق الاوسط وأهدافها من كل ما يجري في المنطقة من إزهاق أرواح الناس دون ذنب وسفك دمائهم وتشريد آلاف الناس وتدمير للبنى التحتية وكله استهدافا لسوريا الدولة.

- ويشرح في الفصل الثالث الذي عنوانه «البحث عن الحقيقة» دوافعه في أعماله. يقول المؤلف بإنه كان قاضياً في السابق وقد علّمته مهنته أن يتحدث مع طرفي النزاع ويستمع لجميع الاطراف. فبعد أن تحدث مع الرئيس السوري بشار الأسد وجبهة النصرة والجيش السوري الحر أراد أن يكتب كتاب حول النزاع في سوريا لكن  ظهر تنظيم الدولة على السطح، فقرر حينها أن يتصل بهم أيضا.

- ويبدأ من الفصل الرابع تحت عنوان «السفر إلى جبهة داعش» في سرد الاحداث والترتيبات التي قام بها من أجل القيام في رحلته إلی مناطق سيطرة داعش. حيث يذكر تفاصيل المفاوضات والحوارات عبر السكايب مع أحد المواطنين الألمان الذين التحقوا في صفوف داعش، الذي أمن له في النهاية كتاب أمان من قبل أبو بكر البغدادي تضمن حياته وحياة الفريق المرافق له في رحلته داخل الأراضي الخاضعة لتنظيم داعش. ثم يسرد المؤلف مشاهداته المباشرة والمتحصلة  في جولاته على الجبهات وفي السجون وفي المشافي والمدارس وحواراته مع بعض القادة العسكريين هناك.

- يختتم المؤلف كتابه بتوجيه رسالة مفتوحة إلى أبي بكر البغدادي ومحاربيه الأجانب. وهو يطلب من أبي بكر البغدادي أن يراجع تصرفات تنظيمه الوحشي وأفكاره المتطرفة التي لا علاقة لها بالإسلام. كما أنه يقدم أدلة دامغة من القرآن التي تتعارض مع أفعالهم. كما يدعوا  كل المحاربين الأجانب إلى التحرر من تنظيم الدولة والعودة إلى اوطانهم.[5] ثم يختم رسالته بنداء يوجهه لجميع محبين الدين الإسلامي يدعوهم للتبرأ من تنظيم الدولة لإنه أكبر خطر على الإسلام نفسه حسب الكاتب.[6][7]